# Combretum tetralophoides
Combretum tetralophoides är en tvåhjärtbladig växtart som beskrevs av Van Slooten. Combretum tetralophoides ingår i släktet Combretum och familjen Combretaceae. Inga underarter finns listade i Catalogue of Life.